# Miesau
Miesau war eine Gemeinde am Glan, die von 1937 bis 1972 existierte. Seit 1972 ist sie Bestandteil der Ortsgemeinde Bruchmühlbach-Miesau im Landkreis Kaiserslautern.

## Lage
Miesau liegt im Nordwesten der Ortsgemeinde im Landstuhler Bruch in unmittelbarer Nähe der Grenze zum Saarland. Zu Miesau gehören außerdem noch die Wohnplätze Birkenhof und Schanzerhof. Am westlichen Rand der Siedlung fließt der Kohlbach vorbei. Am südwestlichen Ortsrand befindet sich eine Baumgruppe, die als Naturdenkmal Am Storchenbaum ausgewiesen ist.

## Geschichte
Die zunächst zum bayerischen Regierungsbezirk Pfalz gehörende Gemeinde entstand 1937 durch Zusammenlegung der vormaligen Gemeinden Obermiesau (Osten) und Niedermiesau (Westen).
Obermiesau war eine Gemeinde mit einer Fläche von 671,66 Hektar, und enthielt außer dem Pfarrdorf Obermiesau noch die Obermiesauermühle. Niedermiesau hatte 579,96 Hektar, und neben dem Dorf Niedermiesau die Einödhöfe Bauernmühle (Siebenmühle) und Schanzerhof.
Ein Jahr später, 1938, wurde sie in den Landkreis Kusel eingegliedert, nachdem sie zuvor dem gleichnamigen Bezirksamt gehört hatte. Nach dem Zweiten Weltkrieg wurde Miesau innerhalb der französischen Besatzungszone Teil des damals neu gebildeten Landes Rheinland-Pfalz. Im Zuge der ersten rheinland-pfälzischen Verwaltungsreform wurde der Nachbarort Elschbach nach Miesau eingemeindet. Drei Jahre später wurde Miesau wiederum mit der Nachbargemeinde Bruchmühlbach zur neuen Ortsgemeinde Bruchmühlbach-Miesau zusammengelegt; damit einhergehend fand ein Wechsel in den Landkreis Kaiserslautern statt.
Die ehemalige Gemeinde Miesau hatte ursprünglich eine Fläche von 12,52 km². Diese wuchs durch die Eingemeindung von Elschbach (2,13 km²) auf 14,65 km², bevor die Gemeinde 1972 in der neuen Gemeinde Bruchmühlbach-Miesau aufging.

## Infrastruktur
1949 wurde vor Ort das Miesau Army Depot, das heute größte Munitionsdepot der US-Army außerhalb der Vereinigten Staaten, in Betrieb genommen. Dort sind die 72nd Ordnance Battalion, die 4th Ordnance Company und die 9th Ordnance Company der 59th Ordnance Brigade, einem Verband der US Army, untergebracht.
Außerdem existiert im Ort eine Grundschule. In Miesau selbst stehen zehn Objekte unter Denkmalschutz. Zudem verfügt die Volksbank Glan-Münchweiler in Miesau über eine Filiale.
Nächstgelegene Bahnstation ist Bruchmühlbach-Miesau an der Bahnstrecke Mannheim–Saarbrücken. Von 1904 bis 1978 bestand außerdem noch an der Glantalbahn der nahe gelegene Bahnhof Elschbach.

## Söhne und Töchter des Ortes
- Karl von Welcker (1852–1933), Ministerialrat und Eisenbahndirektionspräsident